# Joanneida, ou A liberdade de Portugal defendida pelo senhor rey D. João I

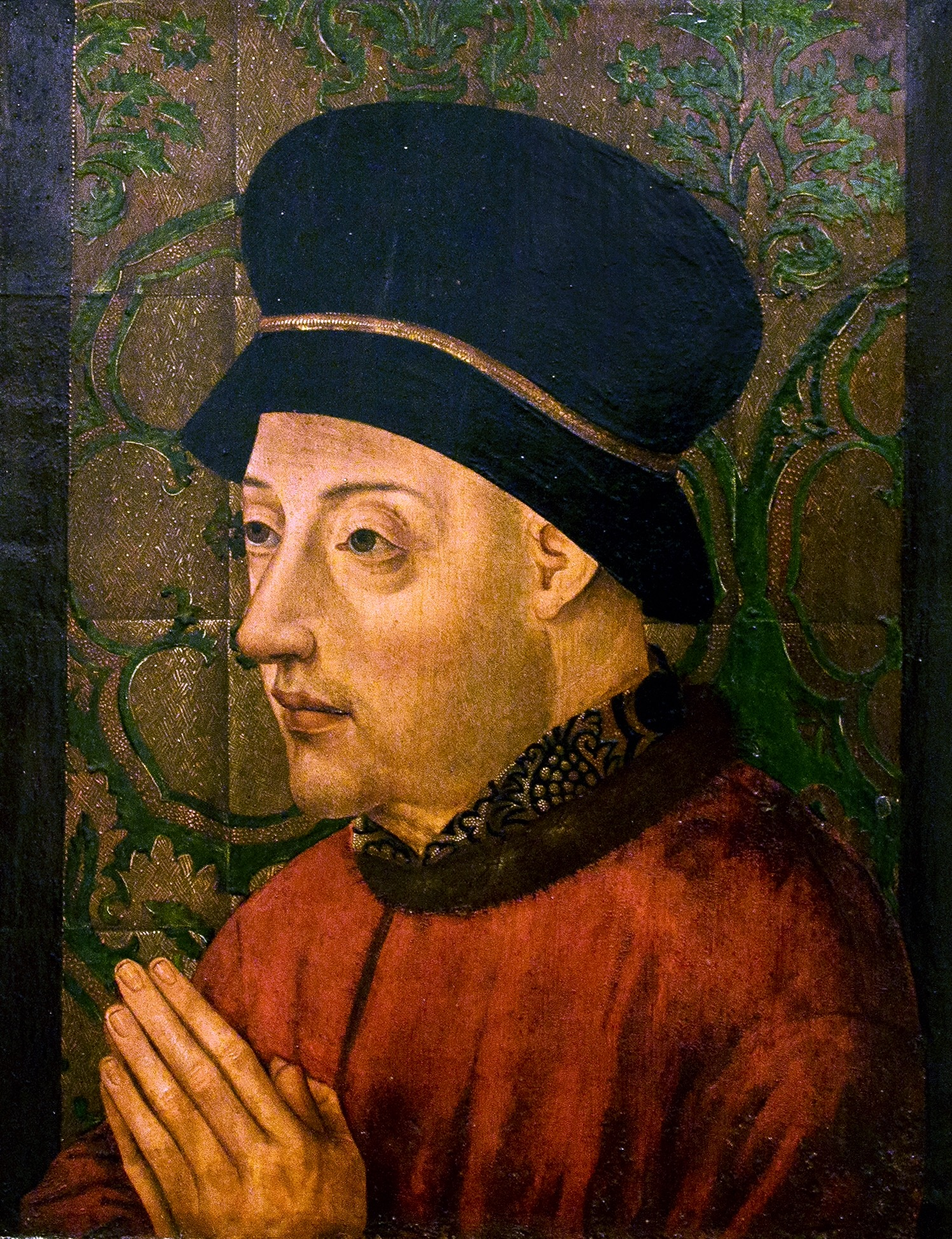
Król Portugalii Jan I Dobry

Joanneida, ou A liberdade de Portugal defendida pelo senhor rey D. João I – epos osiemnastowiecznego portugalskiego poety Joségo Correii de Melo e Brito de Alvim Pinto (urodzonego 7 kwietnia 1729). Poemat został opublikowany w Coimbrze w 1782. Utwór jest napisany oktawą (oitava rima), czyli strofą ośmiowersową pochodzenia włoskiego, rymowaną abababcc, typową dla wielkiej renesansowej i barokowej epiki włoskiej, hiszpańskiej i portugalskiej. Składa się z dziesięciu pieśni, podobnie jak Luzjady Luísa de Camõesa. Liczy 1210 strof, czyli 9680 wersów. Bohater eposu, król Jan I Dobry z dynastii Avizów, zasłynął jako obrońca kraju w wojnie z Hiszpanami. Monografię o eposie napisał Luís Miguel Martins Ventura.